# Pseudanthias thompsoni
Pseudanthias thompsoni är en fiskart som först beskrevs av Fowler 1923.  Pseudanthias thompsoni ingår i släktet Pseudanthias och familjen havsabborrfiskar. Inga underarter finns listade i Catalogue of Life.